# Matías Zagazeta
Matías Zagazeta, né le 8 septembre 2003 à Lima, est un pilote automobile péruvien. En 2025, il participe au championnat de Formule 3 FIA avec DAMS Lucas Oil, après avoir couru avec Jenzer Motorsport l'année précédente. Il a également participé au Championnat d'Europe de Formule Régionale de 2022 à 2023 et a également été vice-champion de Formule 4 britannique en 2021,.

## Biographie

### Karting
Champion national de karting à trois reprises après avoir commencé sa carrière à l'âge de huit ans, Zagazeta se dirige rapidement vers la compétition internationale, notamment en Amérique. En 2017, il participe à plusieurs événements prestigieux tels que les séries IAME et WSK, ainsi qu'au Championnat d'Europe CIK-FIA de karting. En 2019, pour sa dernière année en karting, il décroche une 14e place dans la catégorie X30 Senior lors de la Coupe d'hiver IAME,.

### Formule 4

#### 2020
Zagazeta commence sa carrière en monoplace dans le championnat de Formule 4 britannique avec Carlin après avoir fait des essais en fin de saison précédente. Il s'engage aux côtés de Christian Mansell et Zak O'Sullivan. Il connait une saison difficile où il inscrit 34 points et se classe douzième du championnat, loin derrière ses coéquipiers qui terminent respectivement deuxième et septième du championnat.

#### 2021
En 2021, il participe d'abord au championnat des Emirats arabes unis avec Xcel Motorsport. Il prend part à neuf courses, obtient une quatrième place pour meilleur résultat et se classe quatorzième du championnat avec 32 points. Pour sa seconde saison dans le championnat britannique, le Péruvien rejoint cette fois l'écurie Phinsys by Argenti. Ses résultats s'améliorent drastiquement, il décroche son premier podium dès la première course à Thruxton puis remporte quatre victoires tout au long de la saison dont deux à Knockhill et s'empare de la tête du championnat à deux manches de la fin,. Il perd néanmoins son avantage et termine finalement vice-champion derrière Matthew Rees.

### Formule Régionale

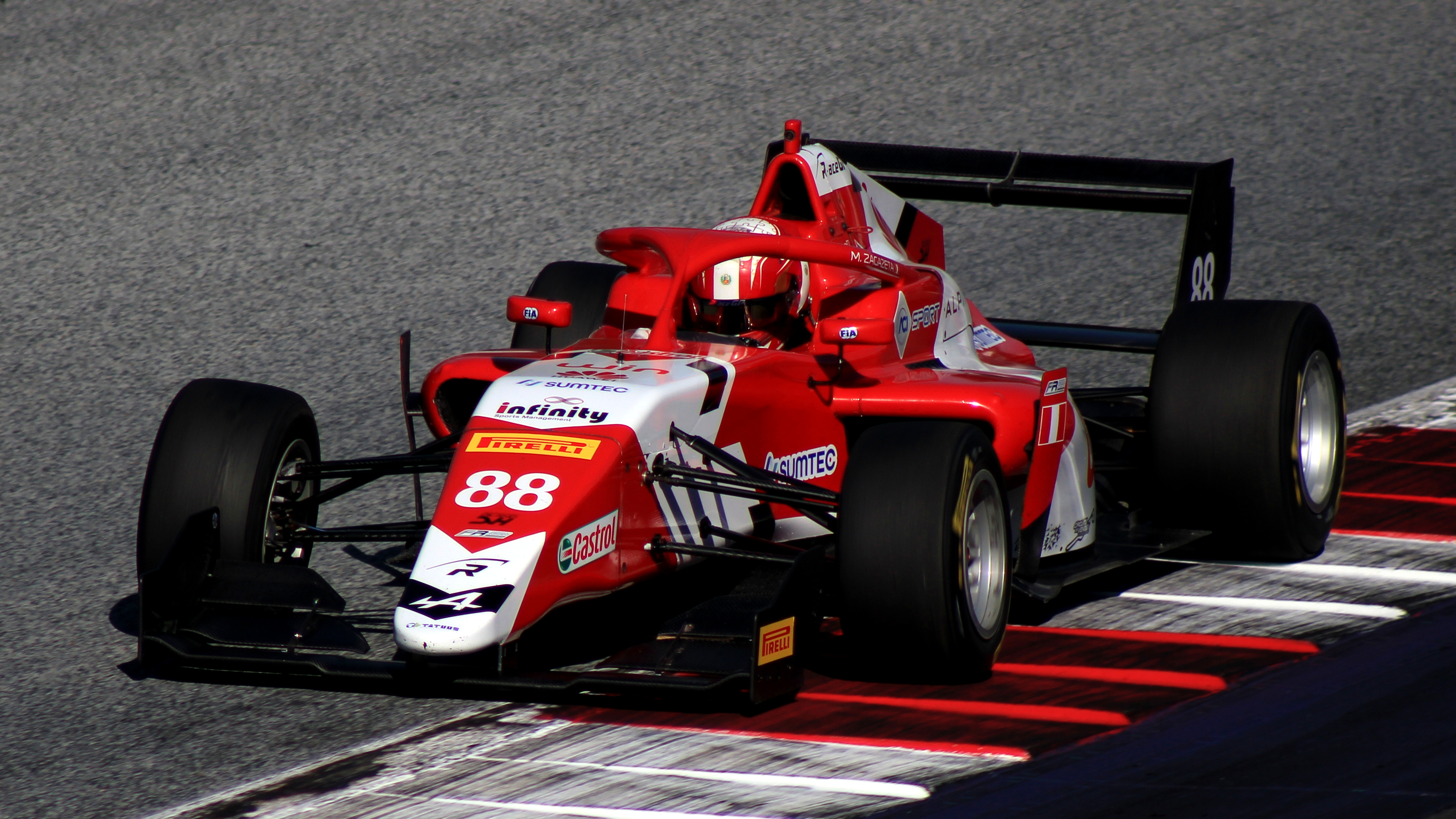
Matías Zagazeta en Formule Régionale en 2023 à Spielberg.

En 2022, Zagazeta accède à la Formule Régionale et rejoint G4 Racing dans le championnat d'Europe. Il court aux côtés de Tereza Bábíčková, Gillian Henrion et Axel Gnos. Il se fait remarquer lors des essais d'avant saison où il réalise le meilleur temps de la dernière journée à Barcelone. Il ne parvient cependant pas à confirmer cette performance lors de la saison : il ne marque aucun point sur l'ensemble du championnat et se classe à la trente-deuxième place du championnat.
La saison suivante, Zagazeta débute dans le championnat du Moyen-Orient où il dispute les trois premières manches chez R-ace GP, où il fait notamment équipe avec Martinius Stenshorne. Il décroche son premier podium lors de la première course sur le Dubai Autodrome et se classe dix-septième du championnat avec 28 points. Le Péruvien rejoint ensuite le championnat d'Europe, toujours avec R-ace GP, où il retrouve Stenshorne et fait également équipe avec Tim Tramnitz,. Il ne termine cependant qu'a deux reprises dans les points (cinquième à Imola et dixième à Zandvoort) et se classe vingt-deuxième du championnat avec 12 points.
En 2025, le Péruvien rejoint le championnat d'Océanie chez M2 Competition aux côtés d'Arvid Lindblad. Pour la première manche de la saison, sur le Taupo International Motorsport Park, il remporte la deuxième course. Plus tard dans la journée, il termine deuxième de la troisième course. Lors de la troisième course de la deuxième manche, disputée sur le Hampton Downs Motorsport Park, il termine cinquième.

### Formule 3 FIA

#### 2024: débuts avec Jenzer Motorsport

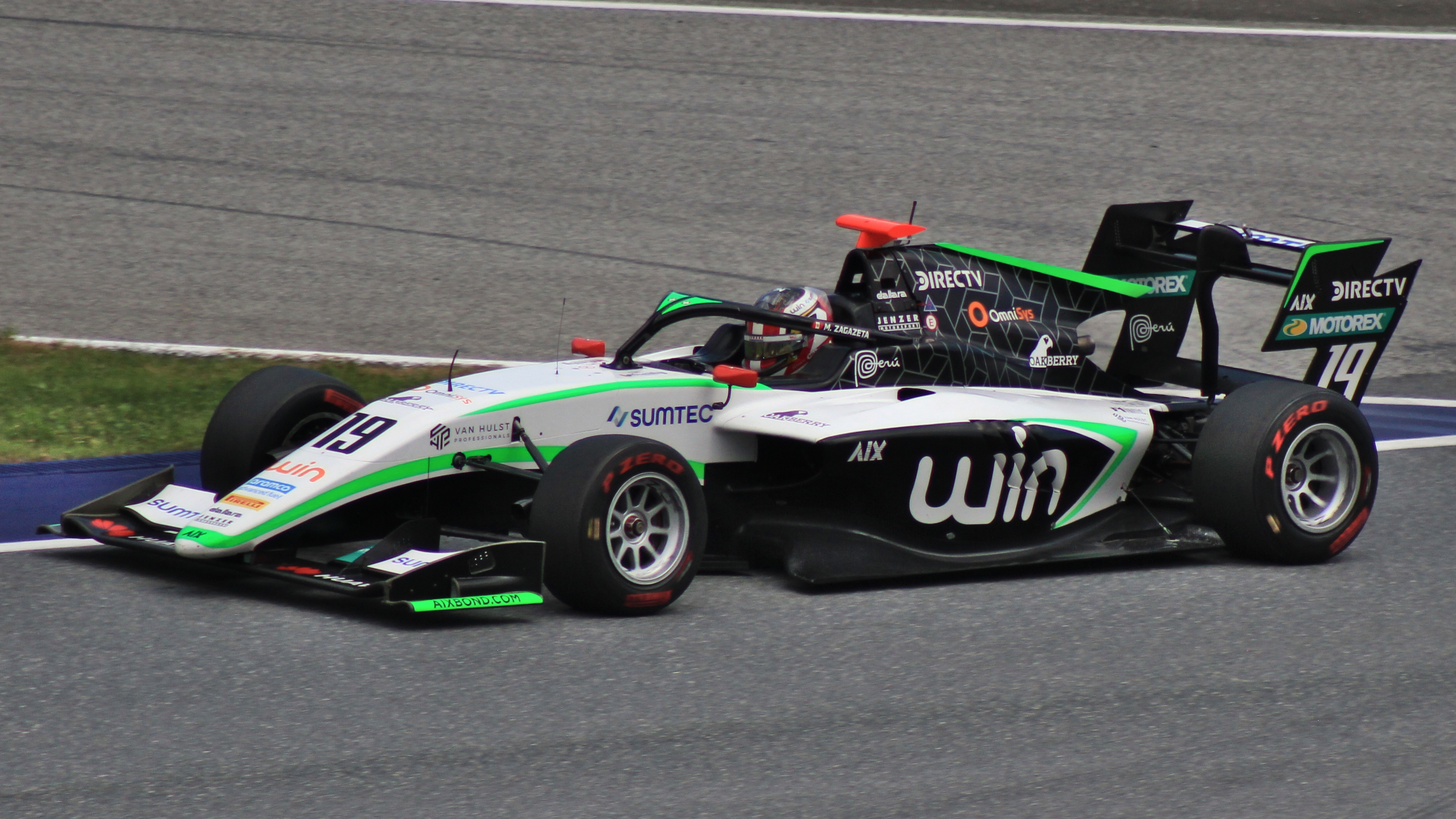
Matías Zagazeta en Formule 3 FIA en 2024 à Spielberg.

En 2022, Zagazeta participe aux essais d'après-saison de Formule 3 FIA avec Charouz Racing System durant deux jours,. L'année suivante, il réalise le même exercice chez Jenzer Motorsport et participe au Grand Prix de Macao en fin de saisn,. Zagazeta rejoint le championnat pour la saison 2024 avec l'écurie suisse. Victime d'une appendicite, il est contraint de manquer la manche de Monaco et se voir remplacé par James Hedley. Lors de la course sprint de Silverstone, il termine à la troisième, derrière Noel León et Arvid Lindblad. Il devient ainsi le premier Péruvien à monte sur un podium de Formule 3 FIA. A l'issue de la saison, il se classe vingt-cinquième du championnat avec 8 points.

#### 2025: transfert chez DAMS
Pour la saison 2025, Zagazeta rejoint DAMS Lucas Oil, où il fait équipe avec Nicola Lacorte et Christian Ho.

## Carrière

### Résultats en karting
| Saison | Championnat                             | Ecurie             | Position |
| ------ | --------------------------------------- | ------------------ | -------- |
| 2014   | Argentine championship - Promocional    |                    | 30e      |
| 2015   | SKUSA SuperNationals XIX - TaG Cadet    | BBR Karting        | 56e      |
| 2017   | IAME International Open - X30 Junior    |                    | 14e      |
| 2017   | SKUSA SuperNationals XXI - X30 Junior   | BBR Karting        | 12e      |
| 2017   | IAME Euro Series - X30 Junior           |                    | 13e      |
| 2017   | IAME International Final - X30 Junior   |                    | 18e      |
| 2017   | CIK-FIA Karting Academy Trophy (en)     |                    | 21e      |
| 2018   | WSK Champions Cup (en) - OK             | Lennox Racing Team | 24e      |
| 2018   | 23° South Garda Winter Cup - OK         | Lennox Racing Team | 33e      |
| 2018   | WSK Super Master Series (en) - OK       | Lennox Racing Team | 58e      |
| 2018   | CIK-FIA European Championship (en) - OK | Lennox Racing Team | 45e      |
| 2019   | IAME Euro Series - X30 Senior           | Fusion Motorsport  |          |
| 2019   | IAME Winter Cup - X30 Senior            | Fusion Motorsport  | 14e      |
| 2019   | British Kart Championship - X30 Senior  | Fusion Motorsport  | 39e      |
| 2019   | CIK-FIA European Championship (en) - OK | Forza Racing       |          |

### Résultats en monoplace
| Saison | Championnat                                      | Écurie             | Courses | Victoires | Pole positions | Meilleurs tours | Podiums | Points | Classement |
| ------ | ------------------------------------------------ | ------------------ | ------- | --------- | -------------- | --------------- | ------- | ------ | ---------- |
| 2020   | Championnat de Grande-Bretagne de Formule 4      | Carlin Motorsport  | 26      | 0         | 0              | 0               | 0       | 34     | 12e        |
| 2021   | Championnat des Émirats arabes unis de Formule 4 | Xcel Motorsport    | 8       | 0         | 0              | 0               | 0       | 32     | 14e        |
| 2021   | Championnat de Grande-Bretagne de Formule 4      | Phinsys by Argenti | 30      | 4         | 4              | 3               | 11      | 306    | 2e         |
| 2022   | Formule Régionale Europe                         | G4 Racing          | 19      | 0         | 0              | 0               | 0       | 0      | 32e        |
| 2023   | Formule Régionale Moyen-Orient                   | R-ace GP           | 9       | 0         | 0              | 0               | 1       | 28     | 17e        |
| 2023   | Formule Régionale Europe                         | R-ace GP           | 20      | 0         | 0              | 0               | 0       | 12     | 22e        |
| 2024   | Formule 3 FIA                                    | Jenzer Motorsport  | 18      | 0         | 0              | 0               | 1       | 8      | 25e        |
| 2025   | Formule Régionale Océanie                        | M2 Competition     | 15      | 2         | 1              | 1               | 4       | 244    | 5e         |
| 2025   | Formule 3 FIA                                    | DAMS Lucas Oil     | 17      | 0         | 0              | 0               | 0       | 6      | 27e        |